# Моро, Адриан
Адриа́н Моро́ (фр. Adrien Moreau; 18 апреля 1843, Труа, департамент Об, Шампань, Франция — 22 февраля 1906, Париж) — французский жанровый и исторический живописец, график и скульптор.

## Биография
Начал своё художественное образование в качестве ученика стеклодува. Вскоре переехал в Париж, где поступил в высшую школу изящных искусств. Был учеником у художников Изидора Пильса и Леона Конье, получил классическое художественное образование.
Первые свои работы выставлял в Парижском салоне в 1868 году, получив положительные отзывы специалистов, критики и публики, затем продолжал демонстрироваться там на протяжении всего XIX столетия.
В 1870—1871 годах в творчестве живописца был перерыв, вызванный Франко-прусской войной. Участие в выставке 1873 года принесло Адриану Моро популярность в глазах публики и его творчество стало пользоваться большим спросом, особенно в Америке.
В 1876 году произведения живописца были отмечены в Салоне серебряной медалью. Продолжил участие в экспозициях на Всемирных выставках в Париже в 1889 и 1900 годах, где он также был дважды награждён серебряными медалями.
В 1892 г. был посвящён в кавалеры ордена Почётного легиона. Жил и работал, вплоть до самой смерти, в Париже; умер в 1906 году. Работы живописца представлены в музеях Каркассона, Нанта и Труа.

## Творчество
Признанный мастер исторической живописи, изображавший картины жизни и быта французской аристократии. Работал в технике масляной живописи (особенно удачно в гризайле), создал также ряд акварельных иллюстраций и рисунков для книг Вольтера, Виктора Гюго, Альфонса Доде, Оноре де Бальзака и других.
Автор биографической книги «Les Moreaus» (1893).

## Галерея

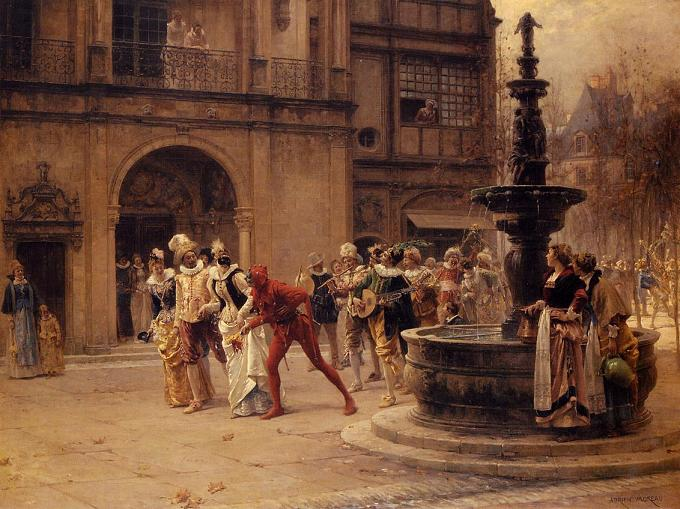
Маскарад в XVII веке
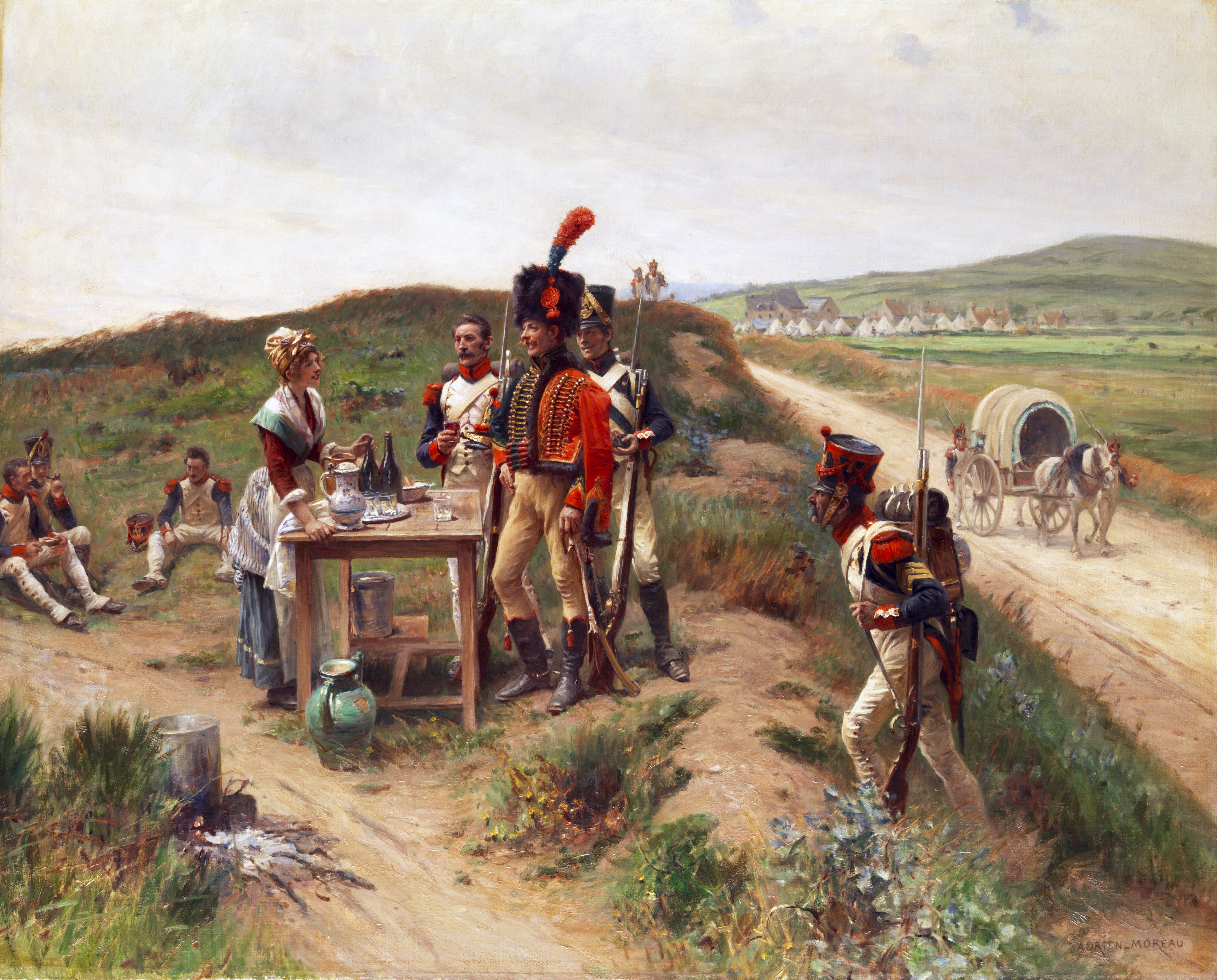
Солдаты и юная маркитантка. Эпизод из Наполеоновских войн
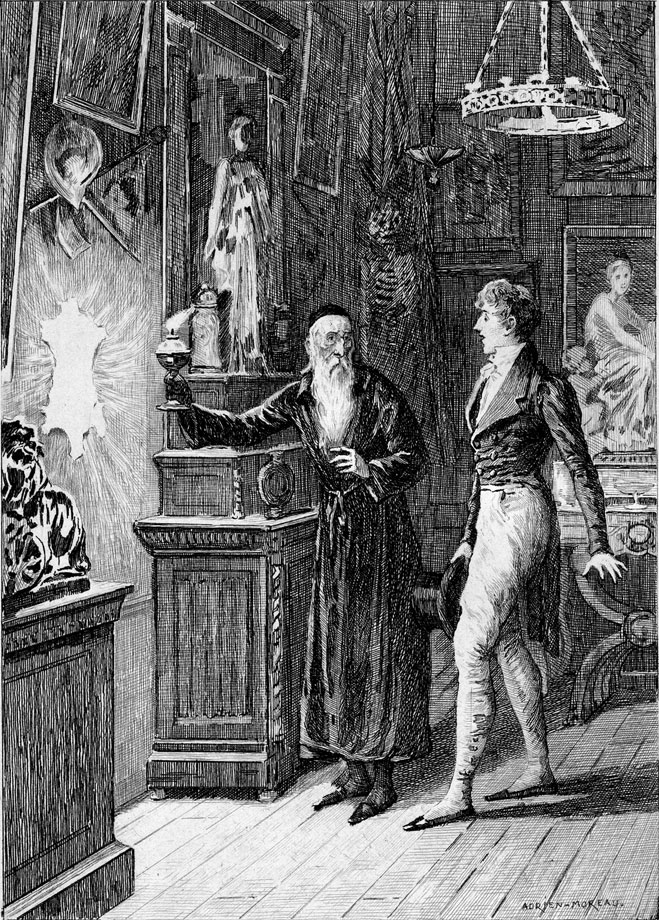
Иллюстрация в книге О. Бальзака «Шагреневая кожа»
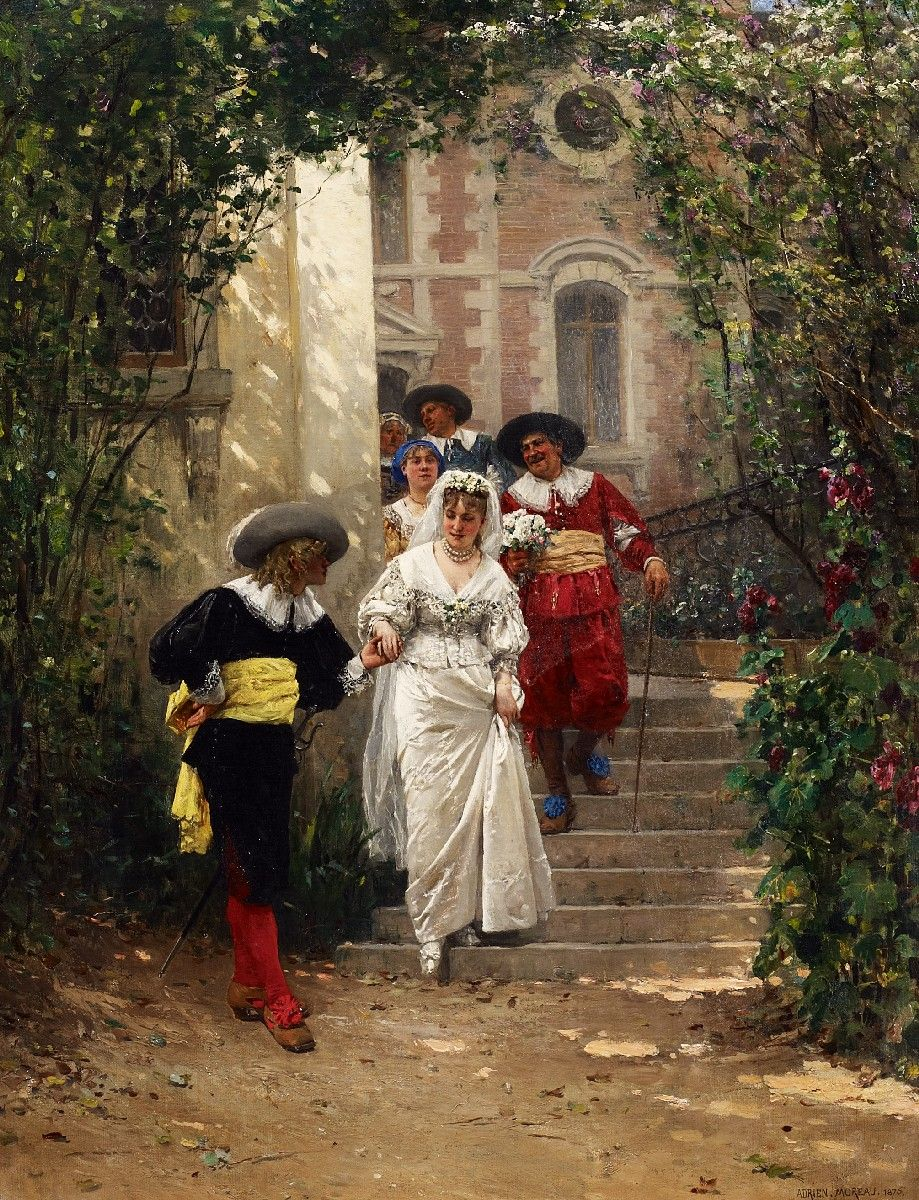
Невеста
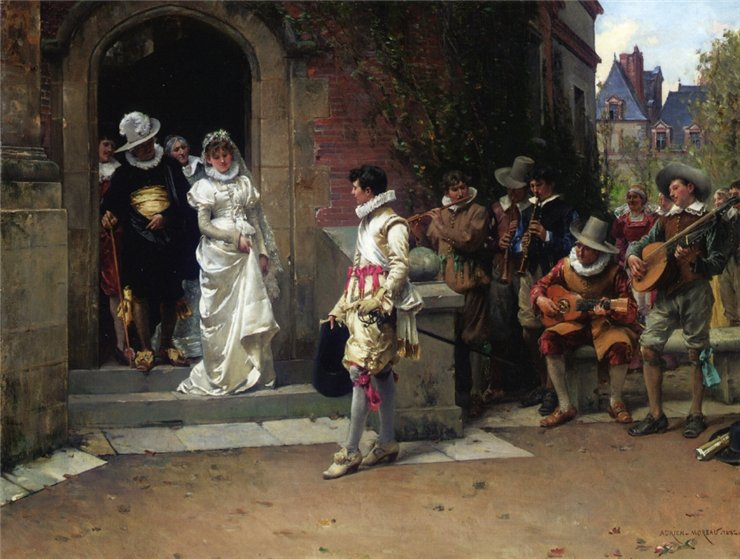
После свадьбы
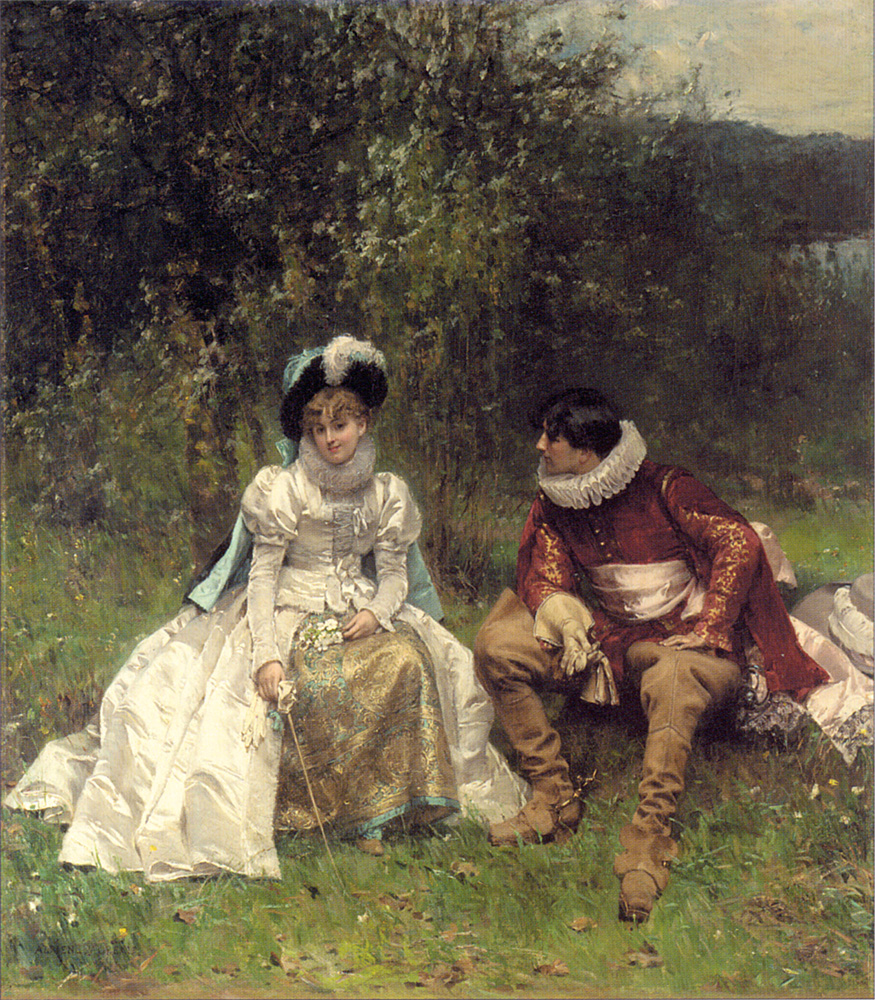
Юноша и девушка
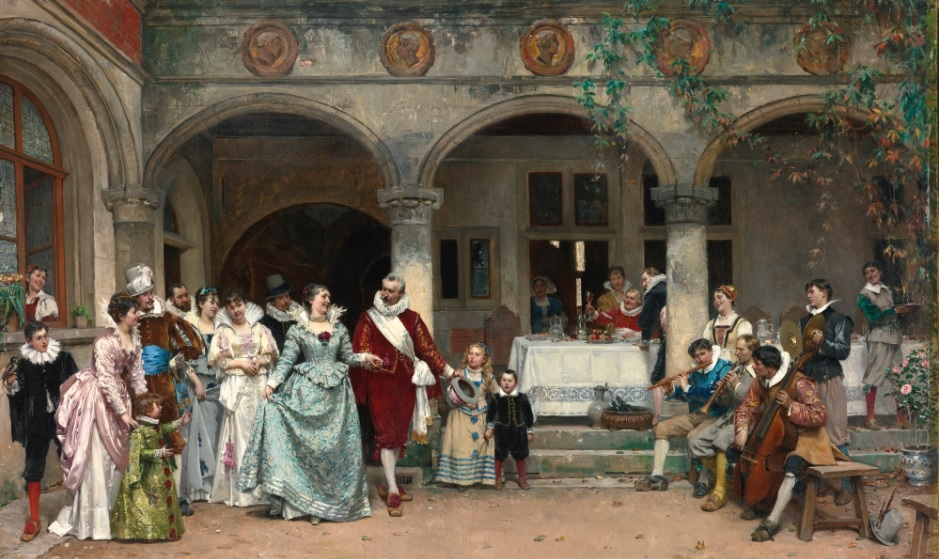
Серебряная свадьба
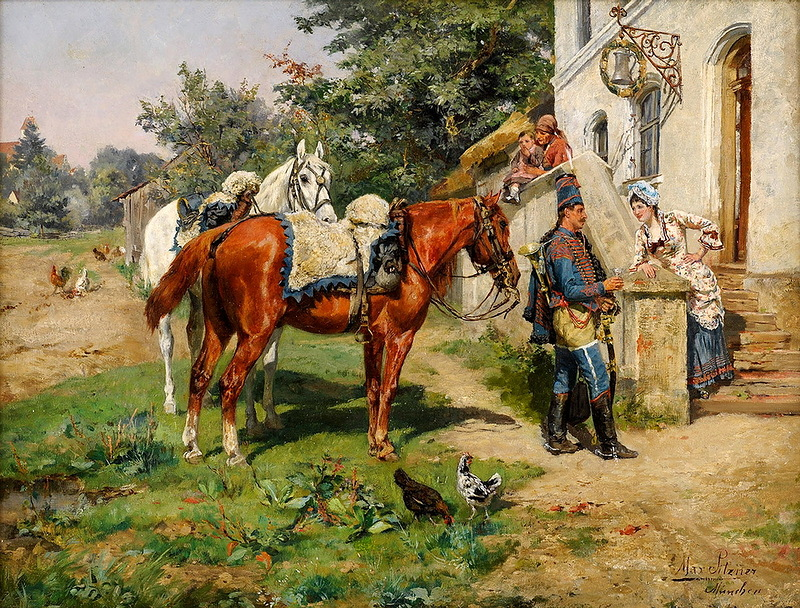
Флирт
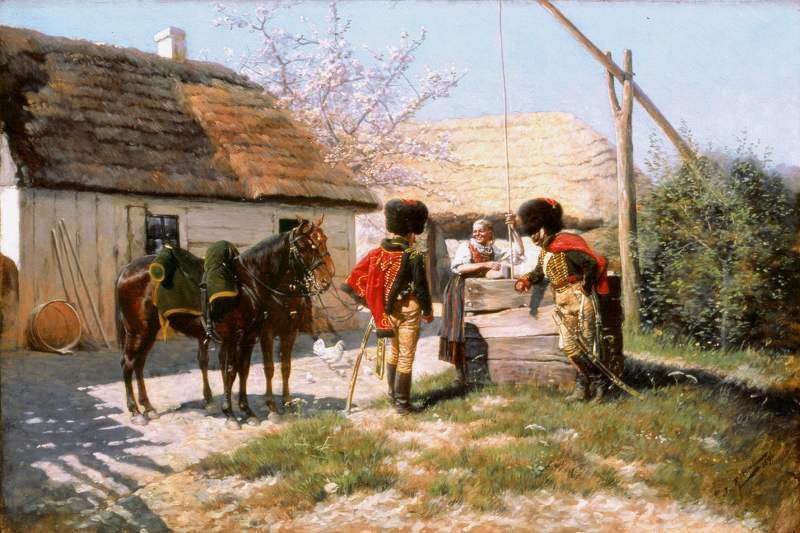
Гусары у колодца
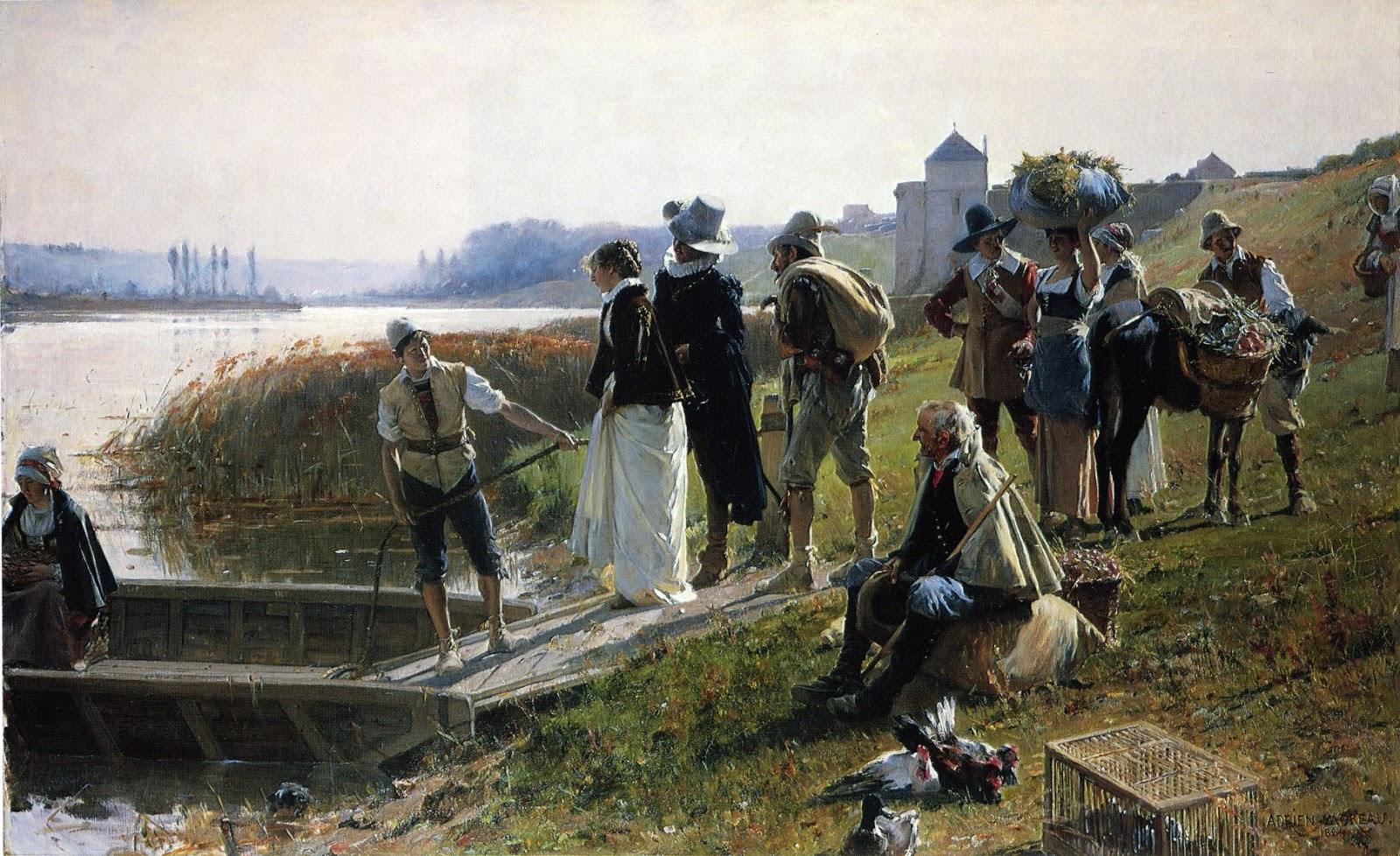
Паром

## Другие известные картины
- «Цыгане в Гранаде»
- «Средневековая ярмарка»
- «Литературное чтение у кардинала Ришельё».